# Zorkine (Nîjnohirskîi)
Zorkine (în ucraineană Зоркіне) este localitatea de reședință a comunei Zorkine din raionul Nîjnohirskîi, Republica Autonomă Crimeea, Ucraina.

## Demografie
Componența lingvistică a localității Zorkine
     Rusă (70,77%)
     Tătară crimeeană (16,98%)
     Ucraineană (11,03%)
     Alte limbi (0,07%)
Conform recensământului din 2001, majoritatea populației localității Zorkine era vorbitoare de rusă (70,77%), existând în minoritate și vorbitori de tătară crimeeană (16,98%) și ucraineană (11,03%).